# Trachypithecus poliocephalus
Semnopithèque de Cat Ba (ou Langur de Cat Ba)
Espèce
Statut de conservation UICN

 CR A2cd : 
En danger critique
Statut CITES
Le Semnopithèque de Cat Ba (Trachypithecus poliocephalus) est un singe asiatique de la famille des Cercopithecidae. Cette espèce de primate est en danger critique d'extinction.

## Description
Le langur ou semnopithèque de Cat Ba mesure de 47 à 62 cm de long, a une queue de 77 à 89 cm et pèse de 7 à 9 kg.
Petit, ce dernier est d'un orange vif. Puis en grandissant, leur pelage devient noir à l'exception de ses joues et son cou.

## Écologie et comportement
Ces singes vivent en groupes.
C'est au sein de la sous-espèce T. p. leucocephalus qu'a été observée une intervention d'une congénère lors d'une mise bas ; une multipare a aidé une primipare et a pris soin du nouveau-né dans les suites en le léchant, mais en laissant à la mère le soin de manger le placenta.

## Répartition

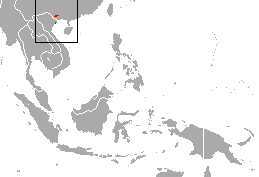
Répartition (en rouge) de Trachypithecus poliocephalus en Asie du Sud Est, en Chine et au Viet Nam

L'espèce se rencontre en Asie du Sud Est, à l'extrême sud de la Chine et au nord du Viet Nam où les populations continuent à diminuer. Le dernier recensement sur l'île de Cat Ba, dans la baie de Ha Long, fait état de 70 singes lémuriens de cette espèce, contre 43 en 2020.

## Liste des sous-espèces
Selon la troisième édition de Mammal Species of the World de 2005 :
- Trachypithecus poliocephalus poliocephalus (Pousargues, 1898) -  En danger critique
- Trachypithecus poliocephalus leucocephalus Tan, 1955 -  En danger critique

## Menaces et conservation
Le semnopithèque ou langur de Cat Ba est une des vingt-et-une espèces de primates d'Asie incluse entre 2000 et 2020 dans la liste des 25 espèces de primates les plus menacées au monde (cette espèce est incluse depuis la première liste en 2000 jusqu'à la dernière liste en 2018). 

## Galerie

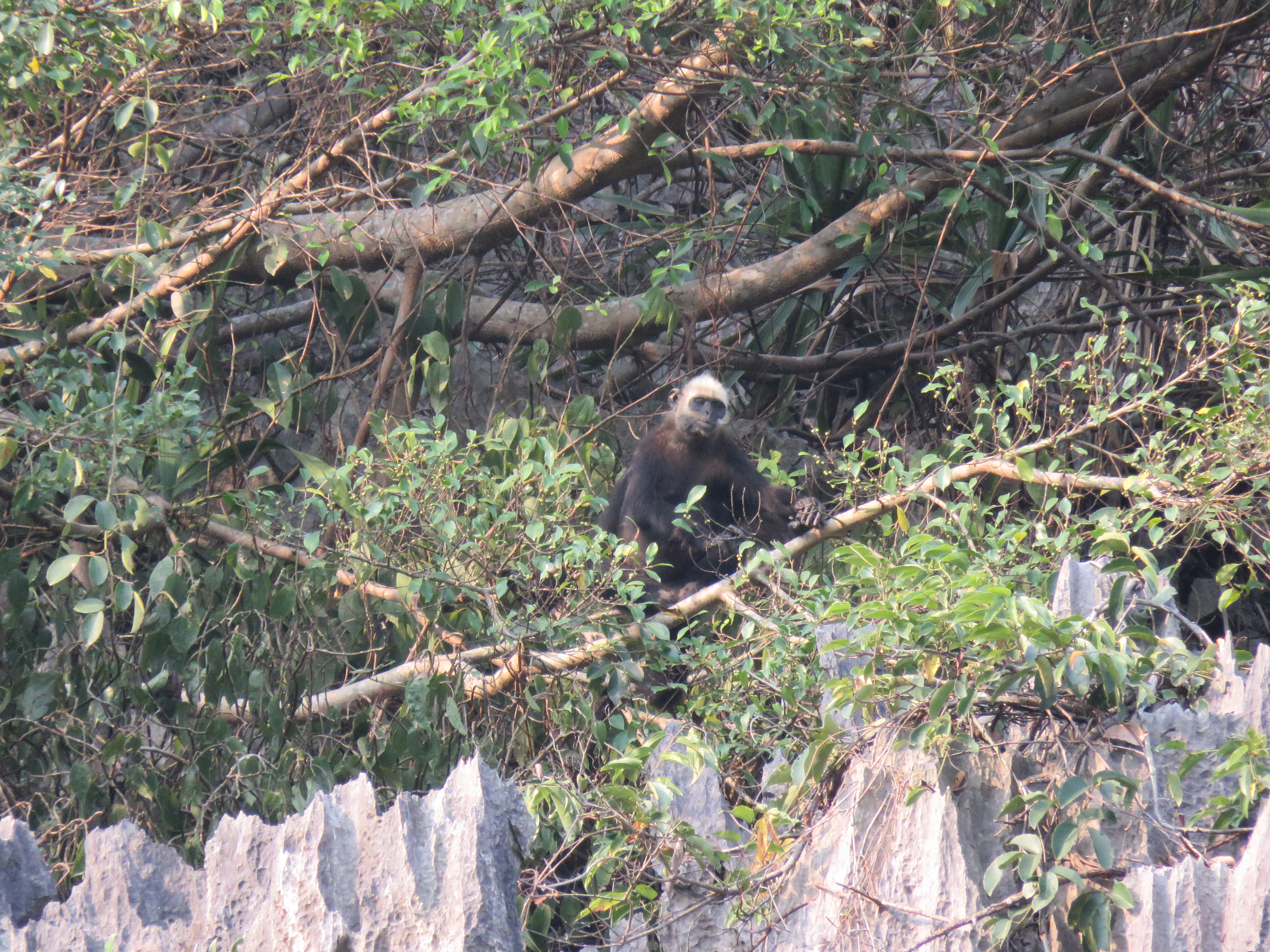
Trachypithecus poliocephalus au Parc National de Cát Bà, Viêt Nam.
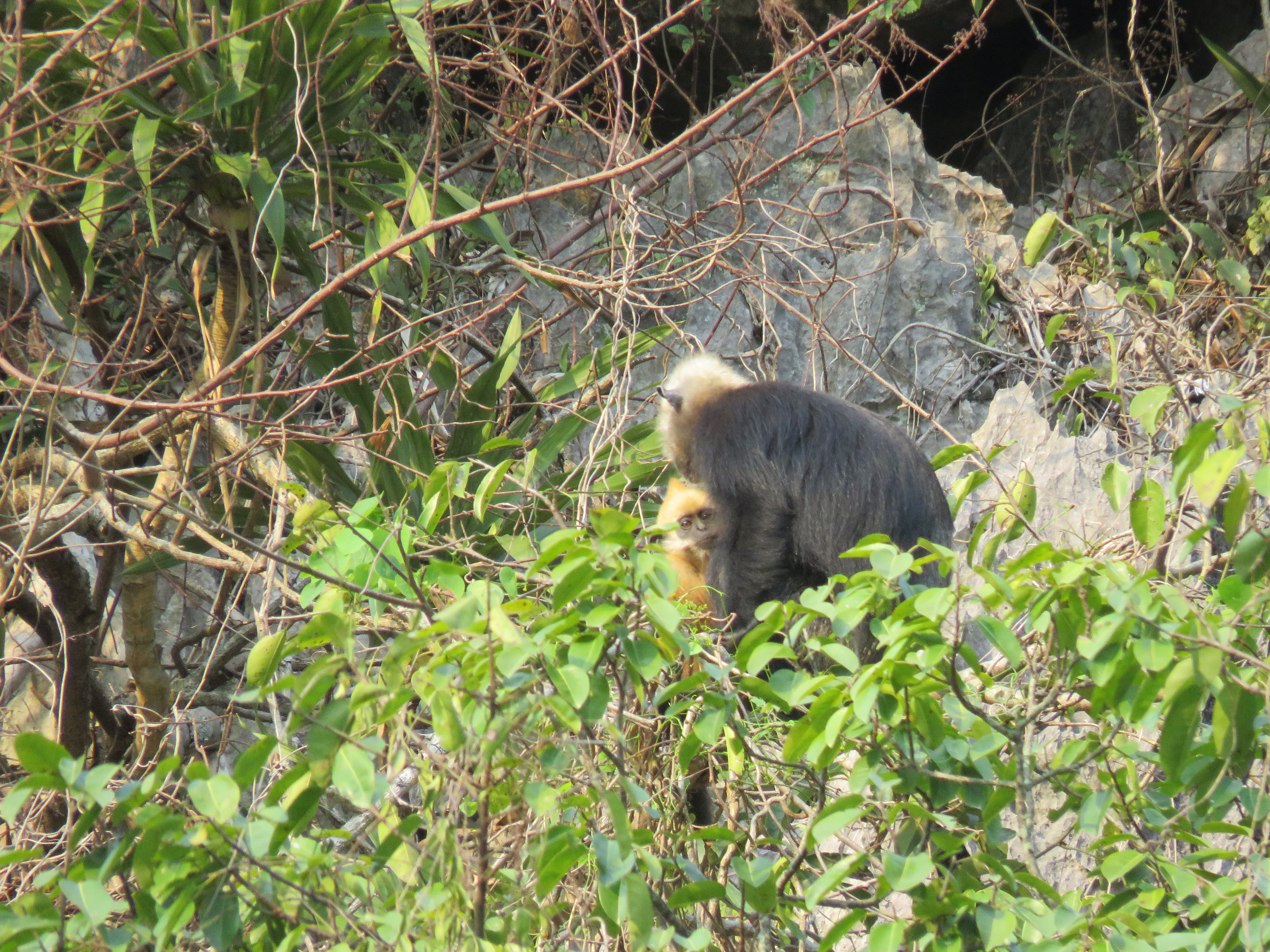
Trachypithecus poliocephalus au Parc National de Cát Bà, Viêt Nam.
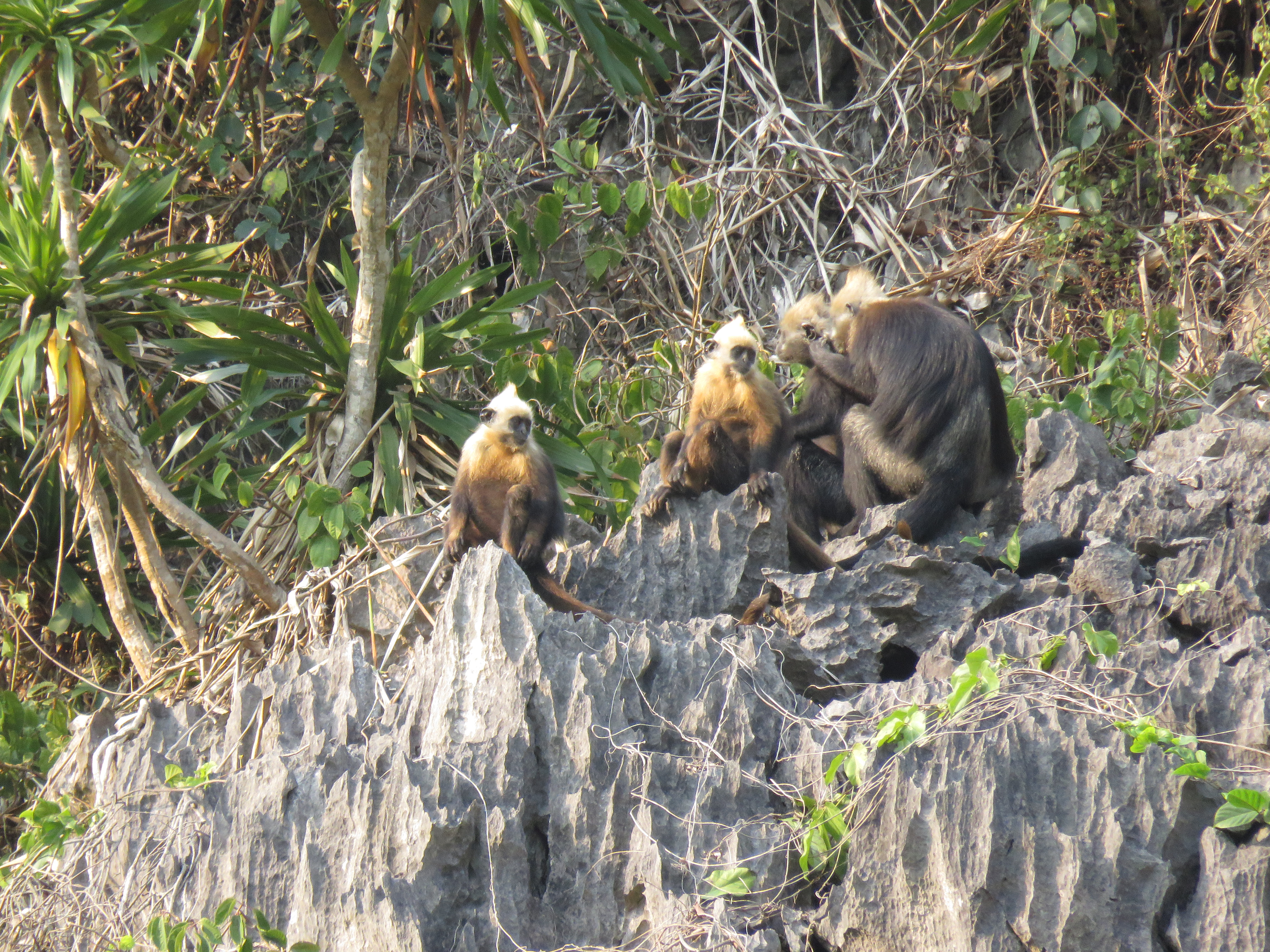
Trachypithecus poliocephalus au Parc National de Cát Bà, Viêt Nam.
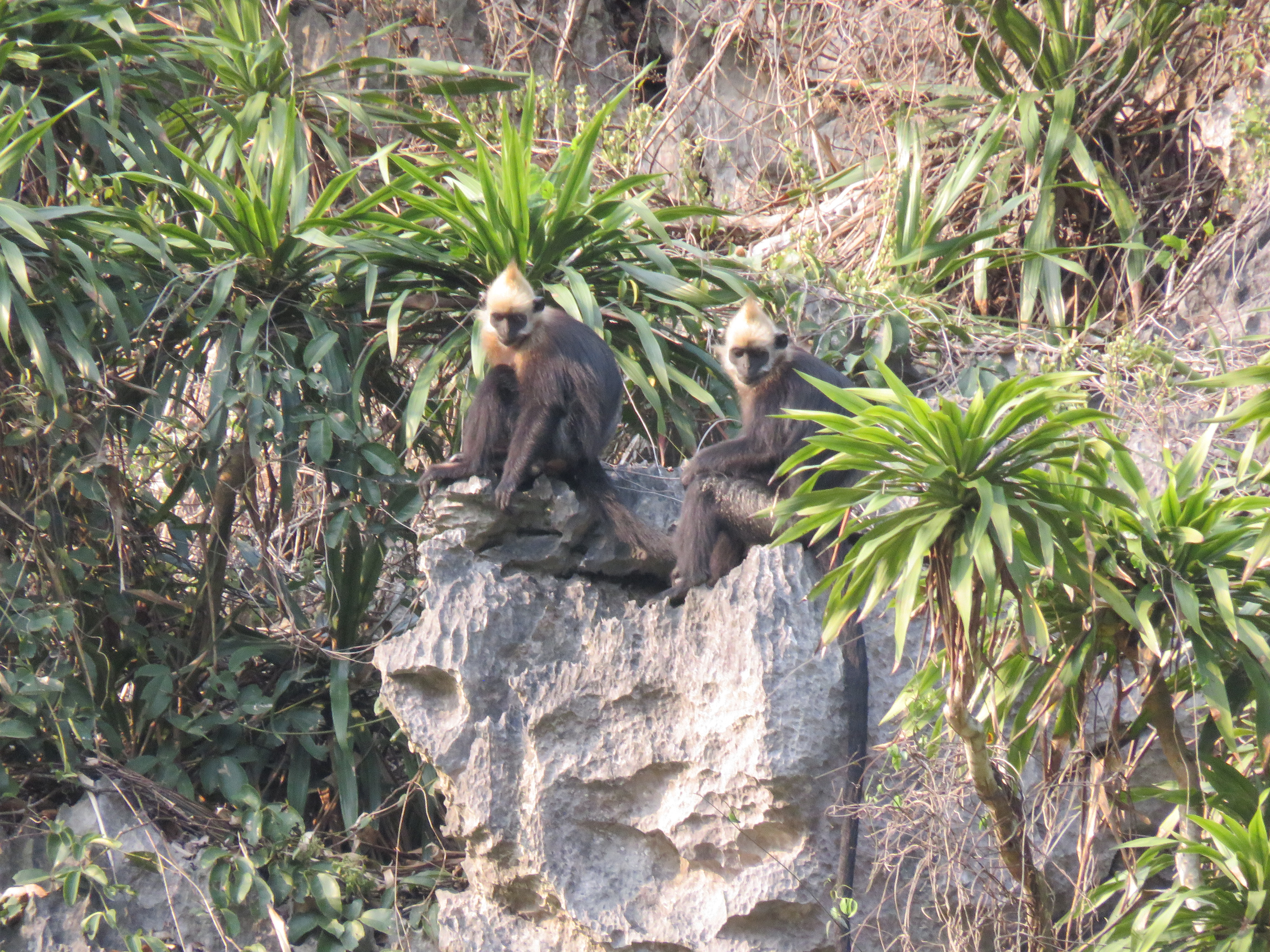
Trachypithecus poliocephalus au Parc National de Cát Bà, Viêt Nam.
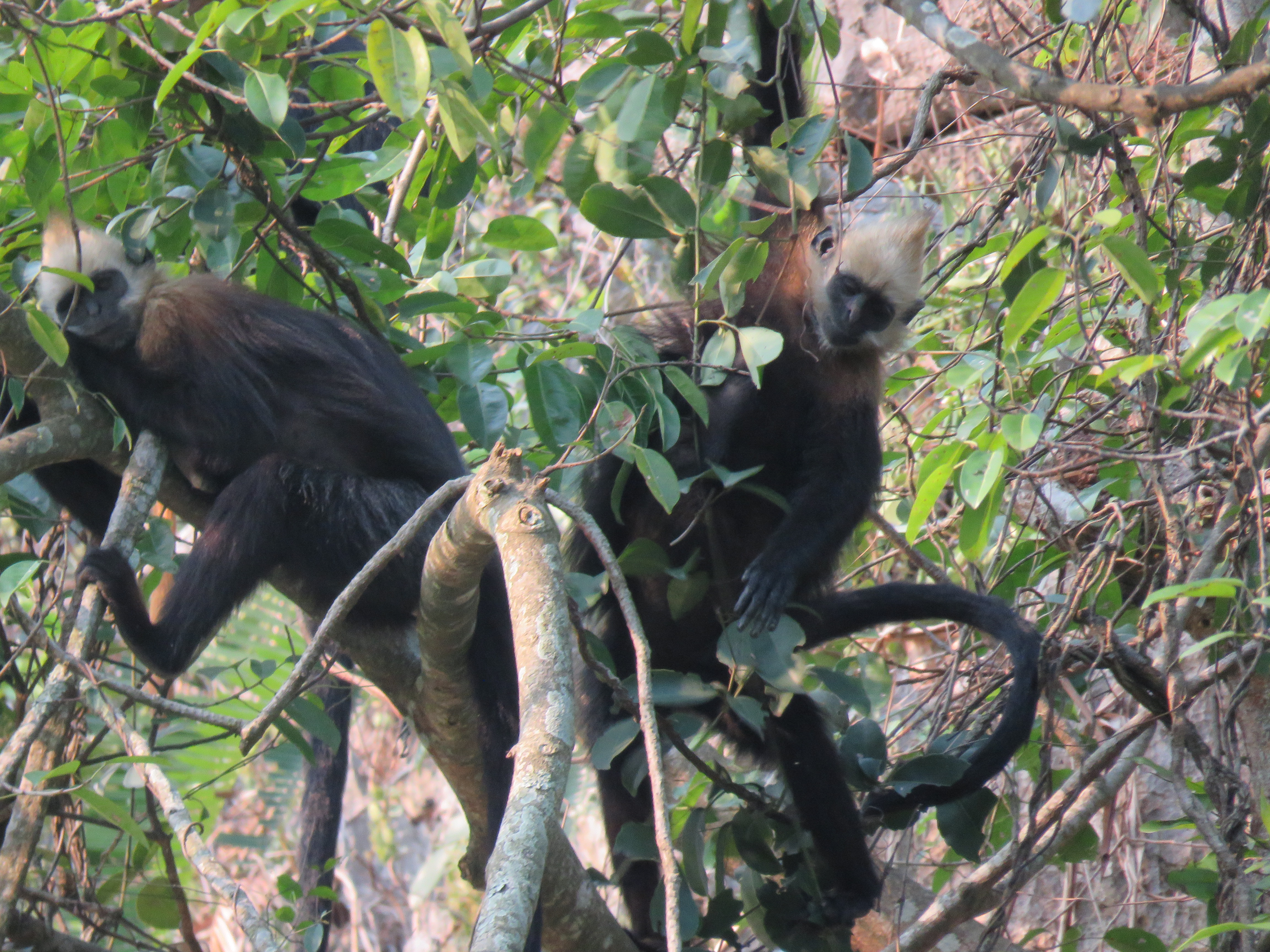
Trachypithecus poliocephalus au Parc National de Cát Bà, Viêt Nam.
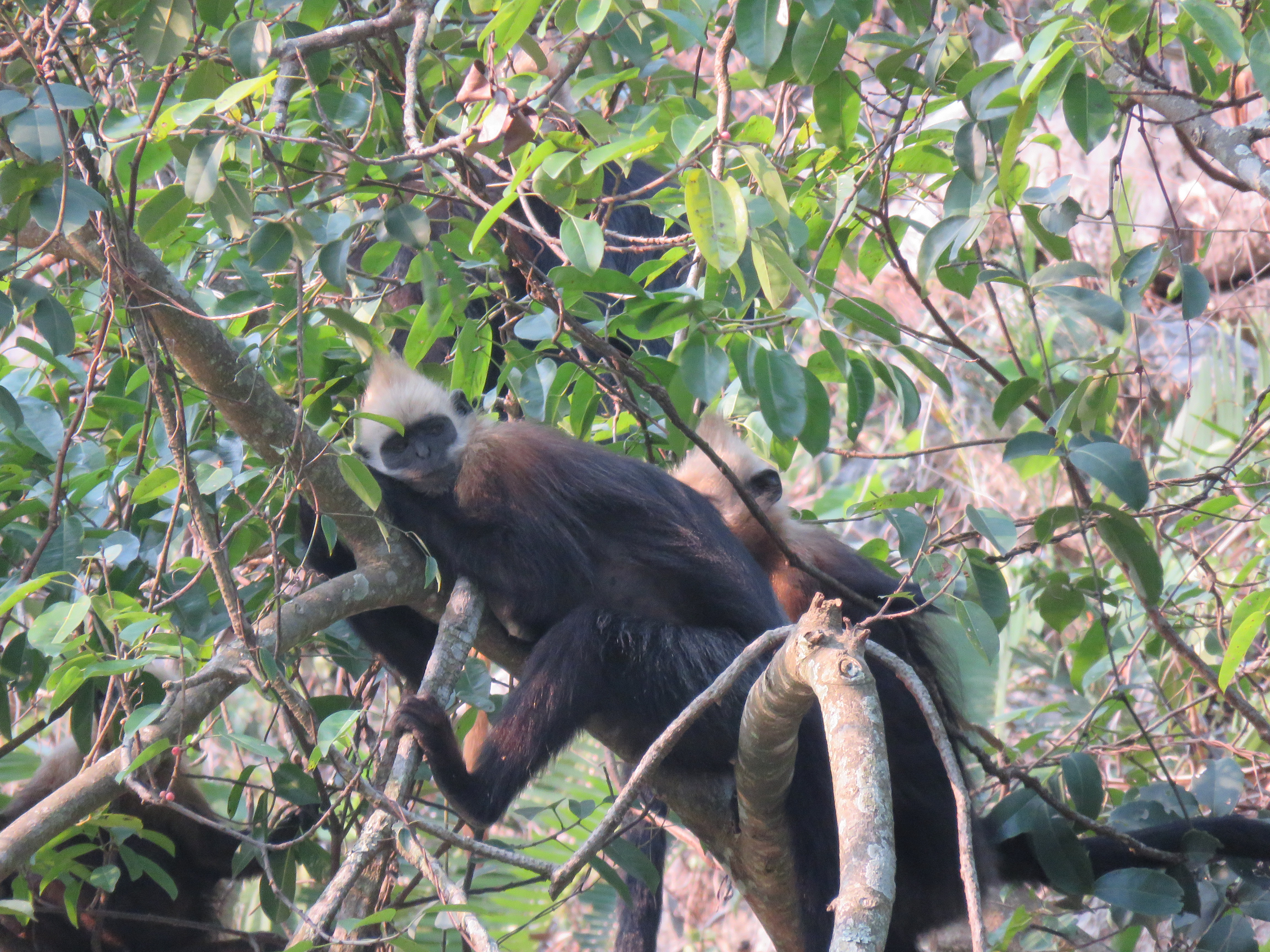
Trachypithecus poliocephalus au Parc National de Cát Bà, Viêt Nam.
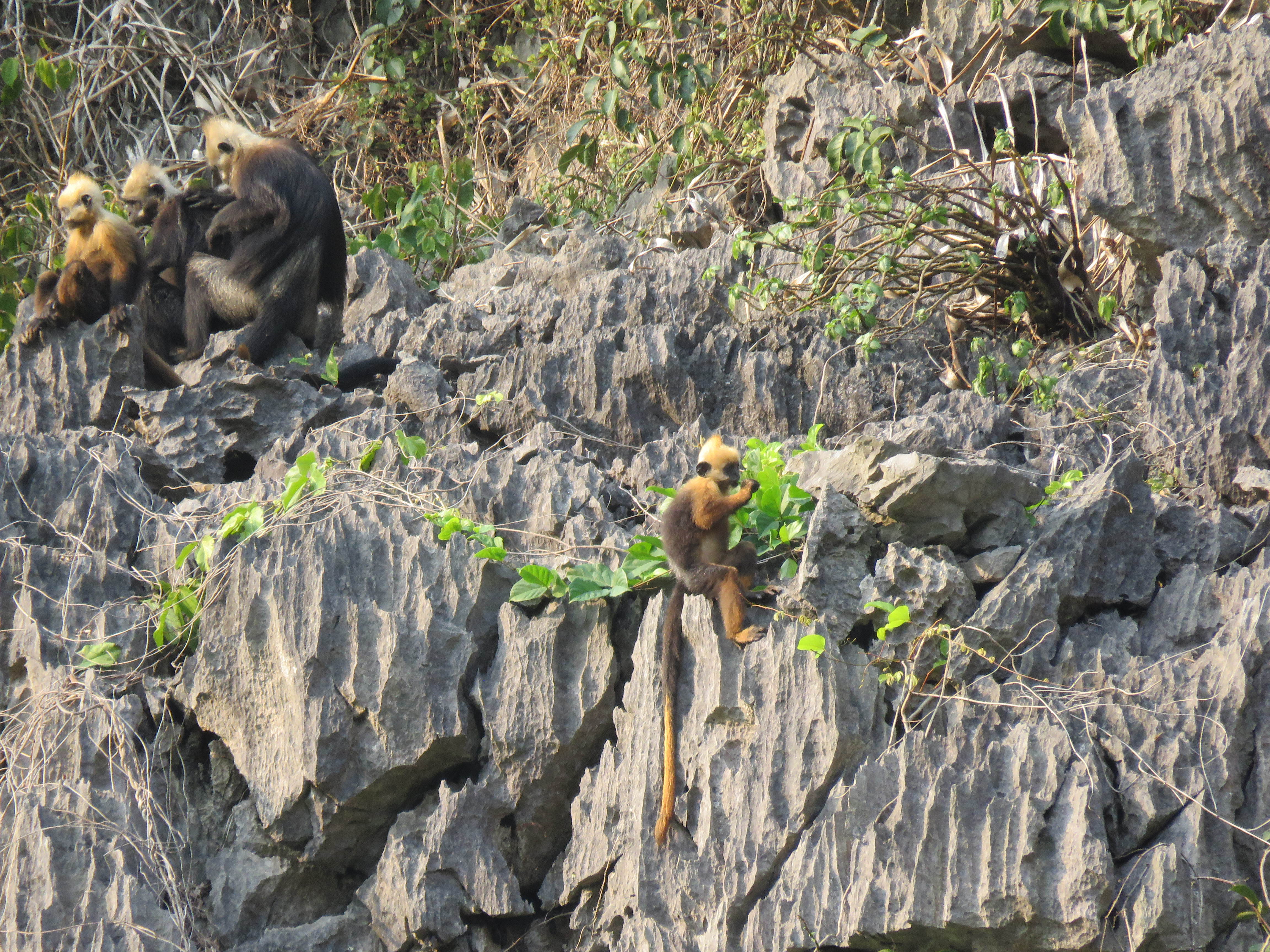
Trachypithecus poliocephalus au Parc National de Cát Bà, Viêt Nam.
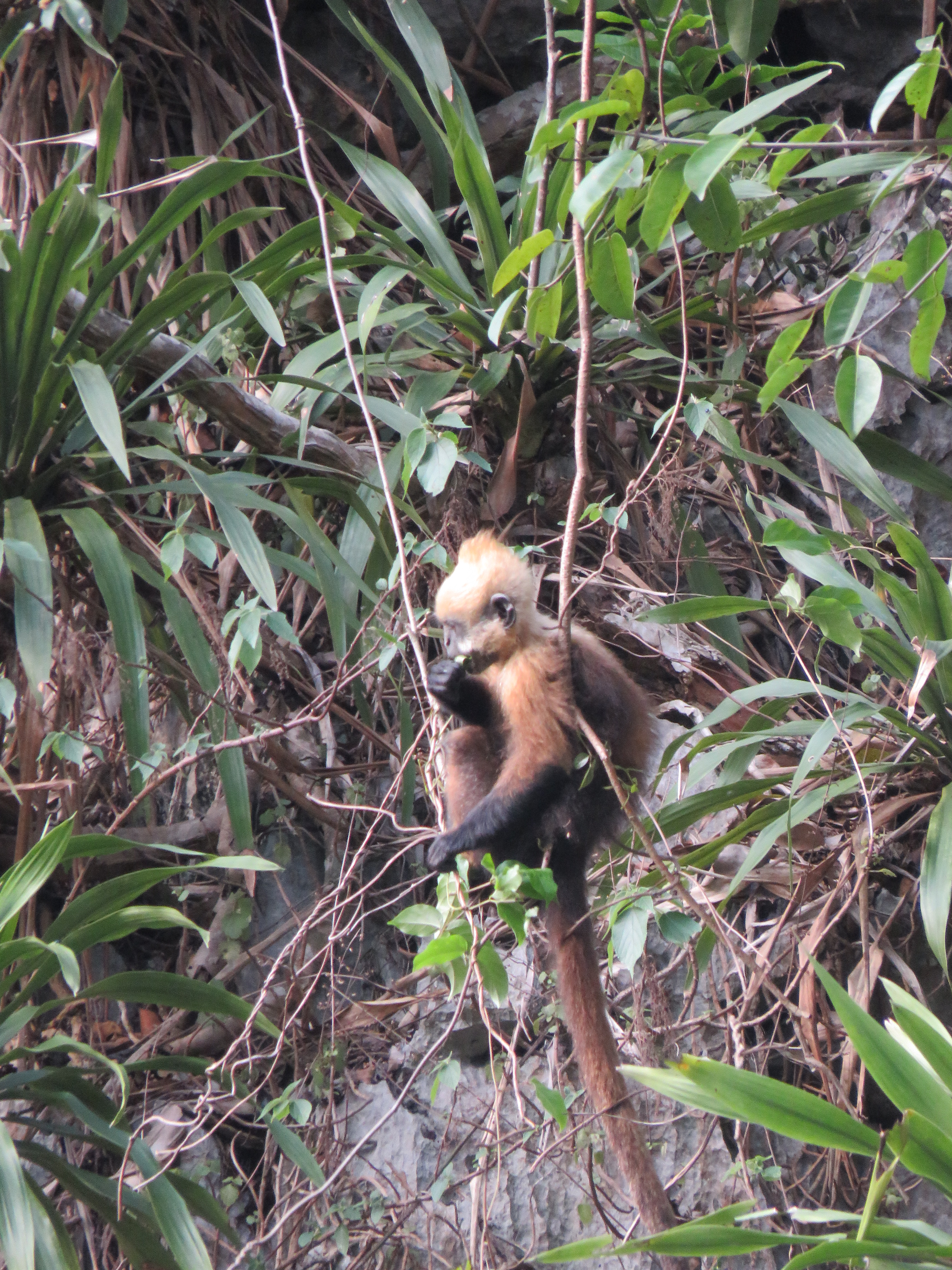
Trachypithecus poliocephalus au Parc National de Cát Bà, Viêt Nam.
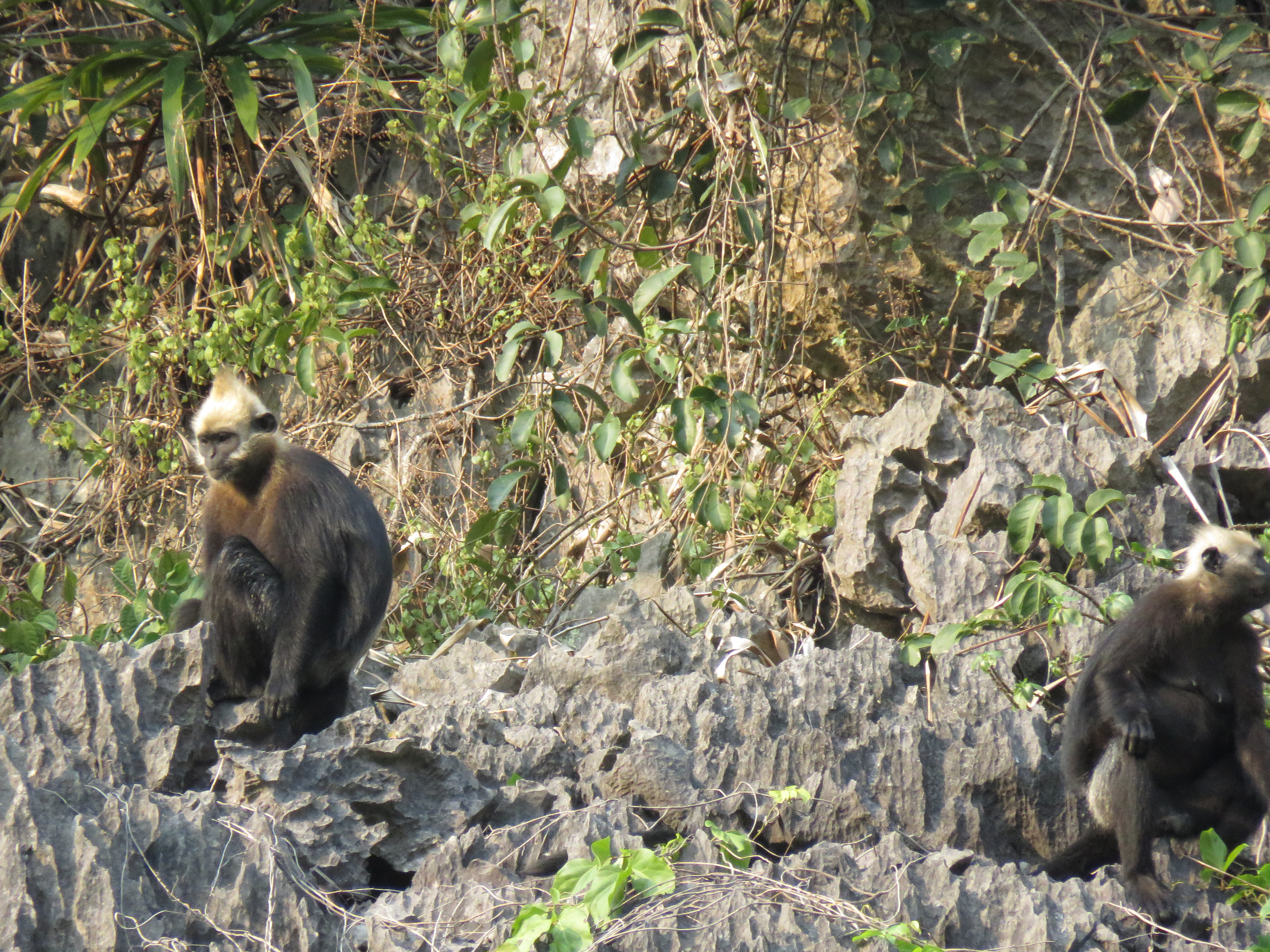
Trachypithecus poliocephalus au Parc National de Cát Bà, Viêt Nam.